# كاسافاتوري
كاسافاتوري، (بالإنجليزية: Casavatore)‏، هي (بلدية) في مدينة نابولي، في منطقة كامبانيا الإيطالية، وتقع على بعد حوالي 8 كم شمال نابولي. في 31 ديسمبر 2004، كان عدد سكانها 19608 وتبلغ مساحتها 1.62 كيلومتر مربع.

## السكان
في سنة 1861 بلغ عدد السكان 1٬657 نسمة، وتطور العدد ليصل في سنة 2011 لـ 18٬663 نسمة.
يظهر هذا المخطط البياني تطور النمو السكاني لـ كاسافاتوري